# Liste der Baudenkmäler in Deutschnofen
Die Liste der Baudenkmäler in Deutschnofen (italienisch Nova Ponente) enthält die 37 als Baudenkmäler ausgewiesenen Objekte auf dem Gebiet der Gemeinde Deutschnofen in Südtirol.
Basis ist das im Internet einsehbare offizielle Verzeichnis der Baudenkmäler in Südtirol. Dabei kann es sich beispielsweise um Sakralbauten, Wohnhäuser, Bauernhöfe und Adelsansitze handeln. Die Reihenfolge in dieser Liste orientiert sich an der Bezeichnung, alternativ ist sie auch nach der Adresse oder dem Datum der Unterschutzstellung sortierbar.

## Liste
| Foto |                 | Bezeichnung                                                                          | Standort                     | Eintragung                   | Beschreibung | Metadaten                                                                                           |
| ---- | --------------- | ------------------------------------------------------------------------------------ | ---------------------------- | ---------------------------- | --- | --------------------------------------------------------------------------------------------------- |
| ja   | Datei hochladen | Bildstock „Pan Kugeletn Pild“ ID: 14535                                              | 46° 24′ 33″ N, 11° 26′ 27″ O | 21. Mai 1985 (BLR-LAB 2239)  | Bildstock | KG: Deutschnofen Bauparzelle: 1481, 1613, 399 Grundparzelle: 3456/3, 3465/1, 3466/1, 3469/1, 3469/6 |
| ja   | Datei hochladen | Birchabrucker mit Antoniuskapelle ID: 14523                                          | 46° 25′ 29″ N, 11° 28′ 51″ O | 21. Mai 1985 (BLR-LAB 2239)  | Ländliches Wohnhaus/Bauernhof | KG: Deutschnofen Bauparzelle: 1506, 440/1, 939 Grundparzelle: 3692/1                                |
| BW   | Datei hochladen | Bremer Schmied ID: 14522                                                             | 46° 26′ 11″ N, 11° 28′ 3″ O  | 21. Mai 1985 (BLR-LAB 2239)  | Schmiede | KG: Deutschnofen Bauparzelle: 419/1                                                                 |
| BW   | Datei hochladen | Florianskapelle beim Halser ID: 14532                                                | 46° 26′ 56″ N, 11° 25′ 59″ O | 21. Mai 1985 (BLR-LAB 2239)  | Kapelle | KG: Deutschnofen Bauparzelle: 844                                                                   |
| ja   | Datei hochladen | Zischghof mit Florianskapelle ID: 14528                                              | 46° 23′ 11″ N, 11° 31′ 11″ O | 21. Mai 1985 (BLR-LAB 2239)  | Kapelle | KG: Deutschnofen Bauparzelle: 599, 704                                                              |
| ja   | Datei hochladen | Gasthaus Maria Weißenstein ID: 14519                                                 | 46° 23′ 30″ N, 11° 24′ 53″ O | 21. Mai 1985 (BLR-LAB 2239)  | Gasthaus | KG: Deutschnofen Bauparzelle: 325                                                                   |
| ja   | Datei hochladen | Gatterhaus ID: 14504                                                                 | 46° 24′ 51″ N, 11° 25′ 33″ O | 21. Mai 1985 (BLR-LAB 2239)  | Ländliches Wohnhaus/Bauernhof | KG: Deutschnofen Bauparzelle: 10/2                                                                  |
| ja   | Datei hochladen | Herbst ID: 14515                                                                     | 46° 24′ 50″ N, 11° 24′ 24″ O | 23. Feb. 1987 (BLR-LAB 766)  | Ländliches Wohnhaus/Bauernhof | KG: Deutschnofen Bauparzelle: 246/2                                                                 |
| ja   | Datei hochladen | Hof am Pichl (Pieler) mit Hauskapelle ID: 14520                                      | 46° 23′ 48″ N, 11° 26′ 36″ O | 21. Mai 1985 (BLR-LAB 2239)  | Ländliches Wohnhaus/Bauernhof | KG: Deutschnofen Bauparzelle: 359                                                                   |
| ja   | Datei hochladen | Holzer ID: 14513                                                                     | 46° 25′ 20″ N, 11° 24′ 5″ O  | 21. Mai 1985 (BLR-LAB 2239)  | Ländliches Wohnhaus/Bauernhof | KG: Deutschnofen Bauparzelle: 154                                                                   |
| ja   | Datei hochladen | Josefskapelle im Altersheim ID: 14508                                                | 46° 24′ 48″ N, 11° 25′ 50″ O | 10. Mai 2010 (BLR-LAB 776)   | Kapelle | KG: Deutschnofen Bauparzelle: 32                                                                    |
| ja   | Datei hochladen | Kreuzhof ID: 50561                                                                   | 46° 24′ 31″ N, 11° 27′ 32″ O | 19. Nov. 2012 (BLR-LAB 1703) | Ländliches Wohnhaus/Bauernhof | KG: Deutschnofen Bauparzelle: 387/1                                                                 |
| ja   | Datei hochladen | Leonardikapelle und St.-Peregrinus-Ermitage in Weißenstein ID: 14534                 | 46° 23′ 45″ N, 11° 25′ 17″ O | 27. März 1995 (BLR-LAB 1479) | Kapelle | KG: Deutschnofen Bauparzelle: 1565, 1566, 1567 Grundparzelle: 2838/1                                |
| BW   | Datei hochladen | Lochhof (Weigelewirt) ID: 14512                                                      | 46° 26′ 2″ N, 11° 24′ 50″ O  | 21. Mai 1985 (BLR-LAB 2239)  | Ländliches Wohnhaus/Bauernhof | KG: Deutschnofen Bauparzelle: 131                                                                   |
| ja   | Datei hochladen | Mariahilfkapelle beim Dorfer ID: 14526                                               | 46° 23′ 47″ N, 11° 31′ 28″ O | 21. Mai 1985 (BLR-LAB 2239)  | Kapelle | KG: Deutschnofen Bauparzelle: 588                                                                   |
| ja   | Datei hochladen | Mariahilfkapelle beim Oberganischger ID: 14527                                       | 46° 23′ 30″ N, 11° 27′ 49″ O | 21. Mai 1985 (BLR-LAB 2239)  | Kapelle | KG: Deutschnofen Bauparzelle: 657                                                                   |
| ja   | Datei hochladen | Marienkapelle beim Flaschtaler ID: 14516                                             | 46° 24′ 12″ N, 11° 24′ 56″ O | 21. Mai 1985 (BLR-LAB 2239)  | Kapelle | KG: Deutschnofen Bauparzelle: 283                                                                   |
| ja   | Datei hochladen | Marienkapelle beim Kob ID: 50440                                                     | 46° 25′ 15″ N, 11° 29′ 41″ O | 20. Jan. 2003 (BLR-LAB 111)  | Kapelle | KG: Deutschnofen Bauparzelle: 877                                                                   |
| BW   | Datei hochladen | Martinskapelle beim Tschuffler ID: 14530                                             | 46° 26′ 35″ N, 11° 24′ 9″ O  | 21. Mai 1985 (BLR-LAB 2239)  | Kapelle | KG: Deutschnofen Bauparzelle: 769                                                                   |
| BW   | Datei hochladen | Mühle und Venezianersäge ID: 50572                                                   | 46° 25′ 36″ N, 11° 31′ 21″ O | 27. Mai 2013 (BLR-LAB 790)   | zum Weidmann-Hof in Deutschnofen gehörende Anlage, zweigeschoßige Sagschneiderhütte mit ehemaligem Mühlenraum im Untergeschoß, östlich die gut erhaltene Venezianersäge, technisches Denkmal aus dem späten 19. Jahrhundert | KG: Deutschnofen Bauparzelle: 671                                                                   |
| ja   | Datei hochladen | Neuhaus ID: 14507                                                                    | 46° 24′ 49″ N, 11° 25′ 46″ O | 19. Juli 1950 (MD)           | Ländliches Wohnhaus/Bauernhof | KG: Deutschnofen Bauparzelle: 29/1                                                                  |
| ja   | Datei hochladen | Oberkofl ID: 14509                                                                   | 46° 25′ 28″ N, 11° 26′ 23″ O | 21. Mai 1985 (BLR-LAB 2239)  | Ländliches Wohnhaus/Bauernhof | KG: Deutschnofen Bauparzelle: 52                                                                    |
| BW   | Datei hochladen | Obernock ID: 50464                                                                   | 46° 26′ 29″ N, 11° 25′ 55″ O | 23. Dez. 2002 (BLR-LAB 5057) | Ländliches Wohnhaus/Bauernhof | KG: Deutschnofen Bauparzelle: 85                                                                    |
| ja   | Datei hochladen | Pfarrkirche St. Nikolaus mit Friedhof in Eggen ID: 14524                             | 46° 24′ 35″ N, 11° 30′ 16″ O | 21. Mai 1985 (BLR-LAB 2239)  | Kirche | KG: Deutschnofen Bauparzelle: 542 Grundparzelle: 4480                                               |
| ja   | Datei hochladen | Pfarrkirche St. Peter mit Friedhof in Petersberg ID: 14517                           | 46° 23′ 49″ N, 11° 23′ 30″ O | 21. Mai 1985 (BLR-LAB 2239)  | Kirche | KG: Deutschnofen Bauparzelle: 307 Grundparzelle: 2709                                               |
| ja   | Datei hochladen | Pfarrkirche St. Ulrich und Wolfgang mit Friedhof ID: 14503                           | 46° 24′ 50″ N, 11° 25′ 30″ O | 21. Mai 1985 (BLR-LAB 2239)  | Kirche | KG: Deutschnofen Bauparzelle: 1 Grundparzelle: 1                                                    |
| ja   | Datei hochladen | Pföslkapelle ID: 14531                                                               | 46° 24′ 31″ N, 11° 26′ 36″ O | 21. Mai 1985 (BLR-LAB 2239)  | Kapelle | KG: Deutschnofen Bauparzelle: 809                                                                   |
| BW   | Datei hochladen | Prentner ID: 14514                                                                   | 46° 25′ 18″ N, 11° 23′ 1″ O  | 21. Mai 1985 (BLR-LAB 2239)  | Ländliches Wohnhaus/Bauernhof | KG: Deutschnofen Bauparzelle: 160                                                                   |
| ja   | Datei hochladen | Rosenkranzkapelle beim Tschengg ID: 14529                                            | 46° 24′ 2″ N, 11° 22′ 10″ O  | 21. Mai 1985 (BLR-LAB 2239)  | Kapelle | KG: Deutschnofen Bauparzelle: 759                                                                   |
| ja   | Datei hochladen | Schadnerkapelle ID: 14533                                                            | 46° 25′ 27″ N, 11° 22′ 43″ O | 21. Mai 1985 (BLR-LAB 2239)  | Kapelle | KG: Deutschnofen Bauparzelle: 845                                                                   |
| ja   | Datei hochladen | St. Agatha ID: 14511                                                                 | 46° 25′ 27″ N, 11° 26′ 49″ O | 21. Mai 1985 (BLR-LAB 2239)  | Kirche | KG: Deutschnofen Bauparzelle: 55                                                                    |
| ja   | Datei hochladen | St. Helena ID: 14521                                                                 | 46° 24′ 31″ N, 11° 27′ 32″ O | 21. Mai 1985 (BLR-LAB 2239)  | Kirche | KG: Deutschnofen Bauparzelle: 388                                                                   |
| ja   | Datei hochladen | Thurn ID: 14505                                                                      | 46° 24′ 52″ N, 11° 25′ 32″ O | 21. Mai 1985 (BLR-LAB 2239)  | Verwaltungsbau | KG: Deutschnofen Bauparzelle: 11/1                                                                  |
| ja   | Datei hochladen | Unterkofl ID: 14510                                                                  | 46° 25′ 26″ N, 11° 26′ 41″ O | 21. Mai 1985 (BLR-LAB 2239)  | Ländliches Wohnhaus/Bauernhof | KG: Deutschnofen Bauparzelle: 54                                                                    |
| BW   | Datei hochladen | Unterlehen ID: 14525                                                                 | 46° 24′ 16″ N, 11° 30′ 35″ O | 21. Mai 1985 (BLR-LAB 2239)  | Ländliches Wohnhaus/Bauernhof | KG: Deutschnofen Bauparzelle: 560                                                                   |
| ja   | Datei hochladen | Wallfahrtskirche Unsere Liebe Frau mit Klostergebäude in Maria Weißenstein ID: 14518 | 46° 23′ 30″ N, 11° 24′ 47″ O | 21. Mai 1985 (BLR-LAB 2239)  | Kirche | KG: Deutschnofen Bauparzelle: 321                                                                   |
| ja   | Datei hochladen | Winkelhaus ID: 14506                                                                 | 46° 24′ 52″ N, 11° 25′ 31″ O | 21. Mai 1985 (BLR-LAB 2239)  | Ländliches Wohnhaus/Bauernhof | KG: Deutschnofen Bauparzelle: 13                                                                    |

Falls bei einem Baudenkmal keine Koordinaten bekannt sind, werden ersatzweise die Katasterdaten zum Zeitpunkt der Unterschutzstellung angegeben. Diese sind weder offiziell noch zwingend aktuell.
Die vom Landesdenkmalamt übernommenen Adressen können veraltet sein.
| Foto:   | Fotografie des Denkmals. Klicken des Fotos erzeugt eine vergrößerte Ansicht. Daneben finden sich zwei Symbole: |
| ID      | Identifikator beim Südtiroler Landesdenkmalamt                                                                 |
| KG      | Katastralgemeinde                                                                                              |
| MD      | Ministerialdekret                                                                                              |
| BLR-LAB | Beschluss der Landesregierung – Landesausschussbeschluss                                                       |